# Southern (district)
Pour les articles homonymes, voir Southern (homonymie).
Southern District (en chinois : 南區) est un district occupant grossièrement la moitié sud de l'île de Hong Kong. C'est le plus vaste, mais le moins dense des quatre districts qui composent l'île. 